# Madison (Mississippi)
Madison város az USA Mississippi államában, Madison megyében. Lakosainak száma 27 747 fő (2020. április 1.).

## Népesség
A település népességének változása:

| 2010 | 24 149 |
| 2020 | 27 747 |